# Voleibol sentado nos Jogos Paralímpicos de Verão de 2024
As competições de voleibol sentado nos Jogos Paralímpicos de Verão de 2024 foram disputadas entre 29 de agosto e 7 de setembro na Arena Paris Nord, em Paris, na França. Os atletas que competiram no voleibol sentado possuem algum tipo de deficiência física.

## Qualificação
Dezesseis equipes participaram dos Jogos Paralímpicos de Paris 2024, divididas igualmente entre as categorias feminina e masculina. As competições foram estruturadas em dois grupos para cada categoria: Grupo A e Grupo B.
No feminino, o Grupo A foi composto por China, Estados Unidos, França e Itália. O Grupo B foi formado por Brasil, Canadá, Eslovênia e Ruanda.
No masculino, Bósnia e Herzegovina, Cazaquistão, Egito e França integraram o Grupo A. O Grupo B incluiu Alemanha, Brasil, Irã e Ucrânia.
Durante a fase de grupos, todas as equipes disputaram três partidas. As duas melhores posicionadas de cada grupo avançaram às semifinais, que foram disputadas entre a primeira colocada de um grupo e a segunda colocada do outro.

### Masculino
| Método de qualificação                                   | Data                                 | Sede     | Vagas | Qualificados             |
| -------------------------------------------------------- | ------------------------------------ | -------- | ----- | ------------------------ |
| Host country                                             | 13 de setembro de 2017               | Lima     | 1     | FRA França               |
| Campeonato Mundial de 2022                               | 4–11 de novembro de 2022             | Sarajevo | 1     | IRI Irã                  |
| Campeonato Pan-Americano de Voleibol Sentado de 2023     | 9–13 de maio de 2023                 | Edmonton | 1     | BRA Brasil               |
| Campeonato de Voleibol Sentado da Ásia e Oceania de 2023 | 3–8 de julho de 2023                 | Astana   | 1     | KAZ Cazaquistão          |
| Campeonato Europeu de Voleibol Sentado de 2023           | 9–15 de outubro de 2023              | Caorle   | 1     | BIH Bósnia e Herzegovina |
| Copa do Mundo de Voleibol Sentado de 2023                | 11–18 de novembro de 2023            | Cairo    | 1     | GER Alemanha             |
| Campeonato Africano de Voleibol Sentado de 2024          | 29 de janeiro–3 de fevereiro de 2024 | Lagos    | 1     | EGY Egito                |
| Torneio de Qualificação Final Paralímpico de 2024        | 3–10 de abril de 2024                | Dali     | 1     | UKR Ucrânia              |
| Total                                                    | Total                                | Total    | 8     |                          |

### Feminino
| Método de qualificação                                   | Data                                 | Sede     | Vagas | Qualificados       |
| -------------------------------------------------------- | ------------------------------------ | -------- | ----- | ------------------ |
| Host country                                             | 13 de setembro de 2017               | Lima     | 1     | FRA França         |
| Campeonato Mundial de 2022                               | 4–11 de novembro de 2022             | Sarajevo | 1     | BRA Brasil         |
| Campeonato Pan-Americano de Voleibol Sentado de 2023     | 9–13 de maio de 2023                 | Edmonton | 1     | USA Estados Unidos |
| Campeonato de Voleibol Sentado da Ásia e Oceania de 2023 | 3–8 de julho de 2023                 | Astana   | 1     | CHN China          |
| Campeonato Europeu de Voleibol Sentado de 2023           | 9–15 de outubro de 2023              | Caorle   | 1     | ITA Itália         |
| Copa do Mundo de Voleibol Sentado de 2023                | 12–18 de novembro de 2023            | Cairo    | 1     | CAN Canadá         |
| Campeonato Africano de Voleibol Sentado de 2024          | 29 de janeiro–3 de fevereiro de 2024 | Lagos    | 1     | RWA Ruanda         |
| Torneio de Qualificação Final Paralímpico de 2024        | 3–10 de abril de 2024                | Dali     | 1     | SLO Eslovênia      |
| Total                                                    | Total                                | Total    | 8     |                    |

## Medalhistas
| Evento               | Ouro | Prata | Bronze |
| -------------------- | --- | --- | --- |
| Masculino (Detalhes) | Hamidreza Abbasifeshki Morteza Mehrzad Meisam Ali Pour Davoud Alipourian Meysam Hajibabaei Movahhed Mohammed Nemati Sadegh Bigdeli Majid Lashkarisanami Hossein Golestani Isa Zirahi Ramezan Salehihajikolaei Mahdi Babadi IRI Irã | Ismet Godinjak Adnan Manko Stevan Crnobrnja Armin Šehić Asim Medić Mirzet Duran Nizam Čančar Edin Dino Sabahudin Delalić Safet Alibašić Dževad Hamzić Ermin Jusufović BIH Bósnia e Herzegovina | Hesham Elshwikh Mohamed Hamdy Elsoudany Ashraf Zaghloul Ahmed Khamis Ahmed Fadl Hossam Massoud Elsayed Saad Abdelnaby Abdellatif Zakareia Abdo Mohamed Abouelyazeid Ahmed Zikry Metawa Abouelkhir EGY Egito |
| Feminino (Detalhes)  | Heather Erickson Monique Matthews Whitney Dosty Kaleo Kanahele Maclay Lora Webster Nicky Nieves Tia Edwards Bethany Zummo Alexis Shifflett Sydney Satchell Katie Holloway Bridge Emma Schieck USA Estados Unidos                   | Lyu Hongqin Zhao Meiling Qiu Junfei Zhang Xufei Li Ting Huang Lu Wang Yanan Zhang Lijun Su Limei Tang Xuemei Xu Yixiao Hu Huizi CHN China                                                      | Julie Kozun Allison Lang Felicia Voss-Shafiq Anne Fergusson Jolan Wong Heidi Peters Sarah Melenka Jennifer McCreesh Katelyn Wright Jennifer Oakes Danielle Ellis CAN Canadá                                 |

### Quadro de medalhas
País sede destacado
| Ordem | País                     | Medalha de ouro | Medalha de prata | Medalha de bronze |   |
| ----- | ------------------------ | --------------- | ---------------- | ----------------- | - |
| 1     | USA Estados Unidos       | 1               |                  |                   | 1 |
|       | IRI Irã                  | 1               |                  |                   | 1 |
| 3     | BIH Bósnia e Herzegovina |                 | 1                |                   | 1 |
|       | CHN China                |                 | 1                |                   | 1 |
| 5     | CAN Canadá               |                 |                  | 1                 | 1 |
|       | EGY Egito                |                 |                  | 1                 | 1 |
| TOTAL | TOTAL                    | 2               | 2                | 2                 | 6 |